# Machine Shop Recordings
Machine Shop Recordings ist ein US-amerikanisches Plattenlabel für die Genres Rock und Hip-Hop. Das Label gehört zum Major-Label Warner Music Group. 

## Geschichte und Name

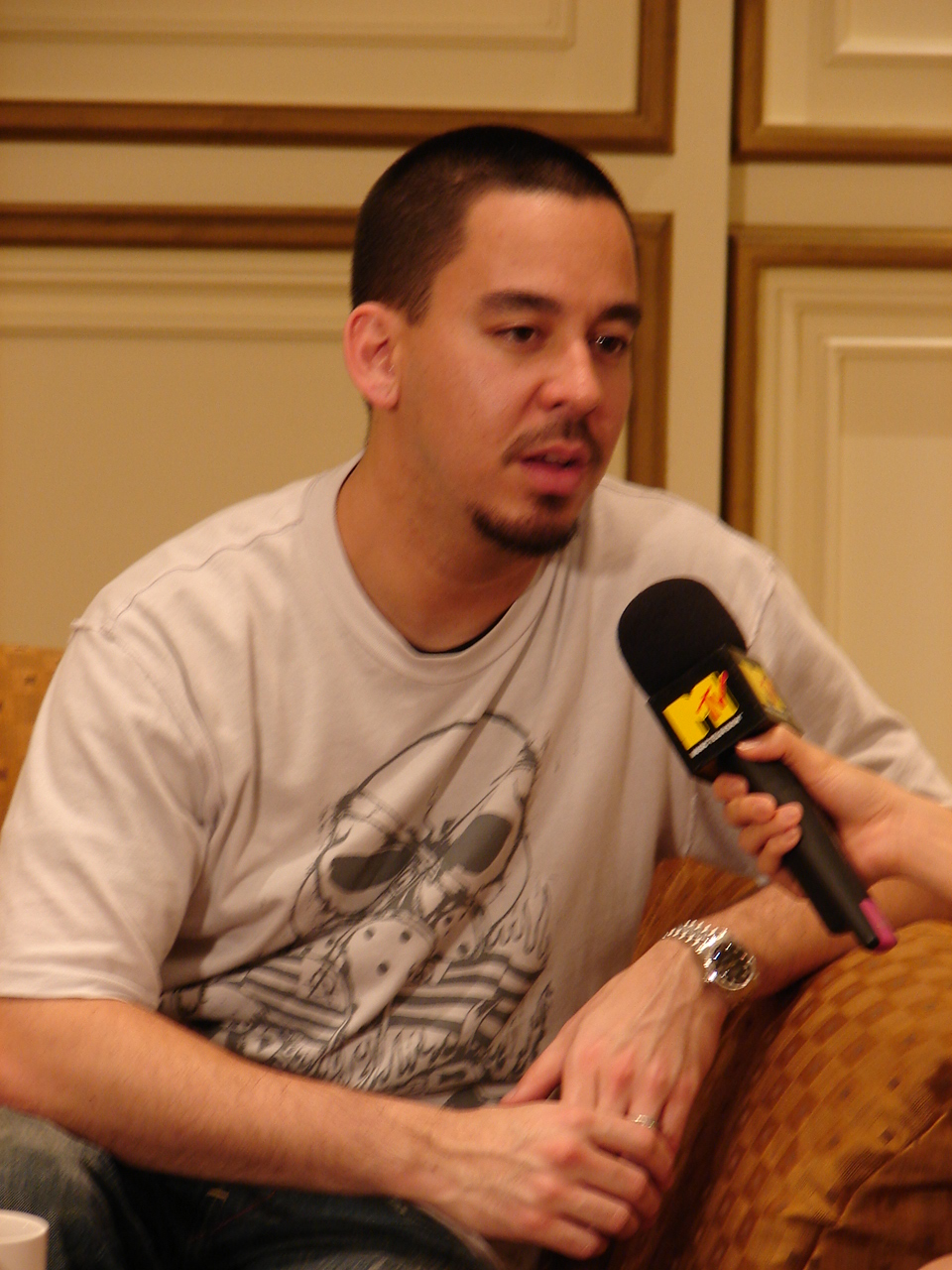
Labelgründer Mike Shinoda während eines Interviews 2006

Das Unternehmen wurde im Jahr 2002 von Brad Delson und Mike Shinoda, zwei Mitgliedern der Gruppe Linkin Park, gegründet. Anfangs hieß das Label The Shinoda Imprint. Später gewannen die weiteren Bandmitglieder an Einfluss, so dass sich die Band auf den neuen Namen Machine Shop Recordings einigte.
Der englische Name Machine Shop heißt auf Deutsch in etwa die Maschinenabteilung oder die Maschinenhalle. Er steht für die Arbeit an einem Musikalbum, die manche Beteiligten so empfinden, als wären die Künstler lediglich Maschinen, die endlos zu arbeiten hätten.

## Künstler
Die Labelgründer von Linkin Park veröffentlichen ihre eigenen Alben teilvertraglich auf dem Label. Daneben hat Machine Shop Recordings folgende Künstler unter Vertrag:
- Fort Minor
- Beta State
- No Warning

### Ehemalige Künstler
- Styles of Beyond (2005–2007)
- Holly Brook (2004–2008)
- Simplistic (2002–2012)

## Links und Quellen
- Machine Shop Recordings
- Machine Shop Marketing
- Machine Shop Recordings bei Discogs